# Hajgató Sándor
Hajgató Sándor (Keszthely, Zala vármegye, 1845. március 2. – Nagykanizsa, 1909. november 18.) polgár-iskolai tanár.

## Élete
Hajgató Imre és Joós Mária iparos nemes szülők gyermekeként született. Az algimnáziumot szülővárosában végezte s 1860-ban lépett a kegyes-tanítórendbe; két évet töltött Vácon és Kecskeméten, mire kilépett a rendből. Tanulmányait Szombathelyen folytatta; innét tanítógyakornoknak ment és 1865-6-ban a tanítóképzőt végezte el Győrött. Mint segédtanító a Somogy vármegyei községekben működött. 1869-ben Kiskanizsára került, ahol még ugyanazon évben önálló tanító lett. 1873-ban a nagykanizsai felső leányiskolához választották meg rendes tanárnak. 1874-ben érettségi vizsgát tett és 1876-ban Budapesten felső-nép- és polgári iskolai tanképesítő oklevelet nyert és a nagykanizsai polgári leányiskolához helyezték át. Hallgatta ezenkívül a Keszthelyen (1870-71-ben) rendezett gazdasági s pedagógiai tanfolyamot; a Zala megyei általános tanítóegylet főjegyzője lett 1871-ben. Részt vett az 1873-as bécsi világtárlatban és Budapesten tartott tanítógyűlésen; mind a két helyre az iskolaszék küldötte fel. 1872-ben 100 forintos miniszteri jutalomban részesült. 1881-ben a nagykanizsai járás tanítói köre megválasztotta elnökének; 1882-ben pedig a tanítói nagy testület a budapesti (II-ik) országos képviseleti gyűlésre képviselőjéül küldte.
Irodalmi munkásságát a Győri Közlönyben (1863.) kezdette meg lírai költeményekkel; 1864-ben a Zala-Somogyi, később a Zalai Közlönynek állandó munkatársa lett; több évig írt a Zalába (pályadíjat is nyert egy költeményével), 1883-ban a Zalai Tanügyben jelent meg: Minő eszközökkel rendelkezik az elemi, különösen a falusi tanító, hogy a tanulókat az állatok kímélésére szoktassa c. értekezése, mely 60 arany pályadíjat nyert; írt még a Családi Körbe, a Lányok Lapjába, a Hasznos Mulattatóba, a Nevelési Szakközlönybe, a Gyermekbarátba, a Képes Gyermekvilágba, a Kisdednevelésbe (hol pályadíjat is nyert), a debreceni Délibábba, a szombathelyi Tornába (hol szintén pályadíjat nyert költ.)
Álneve: Cserszeghy (a Keszthely c. lapban) és jegye – ó – (a Zalai Közlönyben).

## Munkái
- Kikelet, Költeményfüzér. Nagy-Kanizsa, 1868-72. Két kötet.
- Világtárlati jegyzetek a tanügyi szakosztályból, Nagy-Kanizsa, 1873.
- Dalos mező, Költemények. Bpest. 1877. (Ismert. Zalai Közlöny, Petőfi-Társaság Lapja, Délibáb.)
- Miért emeljük a pohárt? Nagy-Kanizsa, 1879. (Felköszöntő-toaszt-könyv. Névtelenül. 2. kiadás Nagykanizsa, 1889.)
- Dalos liget. Ujabb költemények. Bpest, 1884. (Ism. Zalai Közlöny 67. sz.)
- Gyermekdalok és szavalmányok. Bpest, 1893.

Közreműködött a Wajdits által Nagykanizsán kiadott: Rajta lányok mulassunk (év n.), Rajta párok tánczoljunk! (Tánczkönyv), Kiért ürítsük a pohárt és Halljuk a szép szót (Felköszöntők év n.) c. gyűjteményes munkák szerkesztésében.
Társszerkesztője volt a Zalai Tanügynek 1882-83-ban és a Katholikus Népbarátnak (1883) Nagy-Kanizsán.